# Riu de Cerdanya
Riu de Cerdanya è un comune spagnolo di 75 abitanti situato nella comunità autonoma della Catalogna.

## Storia
Il comune venne creato nel 1999 come distaccamento da Bellver de Cerdanya. Fa parte della regione storica nota come Cerdagna.